# 三枝みち子
三枝 みち子（さえぐさ みちこ、1940年6月20日 - ）は、日本の女性声優。東京都出身。フリー。

## 人物
声優になる前はラジオ関東（現：アール・エフ・ラジオ日本）のアナウンサーだった。黒沢アテレコ教室、竹内演劇研究所出身。
以前は大沢事務所に所属していた。
趣味は料理、園芸。

## 出演作品

### テレビアニメ
1972年
- ハゼドン

1974年
- アルプスの少女ハイジ（村人）
- 星の子チョビン

1975年
- ドン・チャック物語

### 劇場アニメ
1982年
- SPACE ADVENTURE コブラ

### 吹き替え
- アメリカン・ヒーロー
- 暗くなるまで待って
- ローズマリーの赤ちゃん
- 戦場にかける橋
- ゴッドファーザー
- スペース1999（タニア・アレキサンダー）
- ジェット・ローラー・コースター